# Håkan Knutsson (Hand)
Håkan Knutsson (Hand), död 1633 i Odensjö församling, var en svensk ämbetsman.

## Biografi
Håkan Knutsson (Hand) var son till Knut Håkansson (Hand) och Märta Arvidsdotter. Han var den första i ätten som kallade sig Hand efter sitt vapen och blev 1588 ståthållare på Kronobergs slott med Allbo härad. Hand skrev 5 september 1589 under på rådslag med böneskrift i Reval. Han var 1591 häradshövding i Södra Vedbo härad och skrev 1593 under på Uppsala mötes beslut. Hand avled 1633 på Vret i Odensjö församling och begravdes i ett eget gravkor i Odensjö gamla kyrka. Hans epitafium sattes upp i kyrkan.
Hand ägde gårdarna Bjerkenäs och Vret i Odensjö socken, Rangelsbo och Själsarp i Unnaryds socken och Ekenäs i Målilla socken.

### Familj
Han gifte sig 1585 eller 1586 med Virginia Eriksdotter (1559–1633). Hon var dotter till Erik XIV och Agda Persdotter. De fick tillsammans barnen Catharina Hand som var gift med landshövdingen Johan Henriksson Reuter i Älvsborgs län, Knut Hand, Sofia Hand som var gift med överstelöjtnanten Baltzar von Neüman, Arvid Hand (död 1621), Erik Hand (död 1632), häradshövdingen Johan Hand och Elisabet Hand som var gift med överstelöjtnanten Per Joensson Gyllensvärd.